# Operatives Abwehrzentrum
Das Operative Abwehrzentrum (OAZ) war eine Zentralstelle für die Ermittlungen extremistisch motivierten Straftaten des polizeilichen Staatsschutzes in Sachsen. Ziel war eine enge Verzahnung zu anderen Behörden, insbesondere der Staatsanwaltschaft und dem Landesamt für Verfassungsschutz. Zum 1. Oktober 2017 wurde es mit der Abteilung 5 (Polizeilicher Staatsschutz) des LKA Sachsen zum „Polizeilichen Terror- und Extremismus-Abwehrzentrum“ (PTAZ) zusammengelegt.

## Hintergrund
Im Juli 1991 wurde auf Initiative des damaligen Innenministers Heinz Eggert (CDU) und vor dem Hintergrund des Pogroms in Hoyerswerda die „Soko Rex“ gegründet, die den drastischen rechtsextremistischen Gewalttaten und Übergriffen entgegentreten sollte.
Der Gründung des OAZ im November 2012 war eine Häufung von Gewalt und Straftaten von Rechtsextremisten in Sachsen vorausgegangen. Der Freistaat Sachsen hat im bundesweiten Vergleich eine der größten Szenen an gewaltbereiten Rechtsextremisten und deren bürgerlichen Sympathisanten. Die Parteien NPD und „Der III. Weg“ sowie eine Reihe „Freie Kameradschaften“ bilden das politische Klima für rechts motivierte Straftaten.

## Organisation
Innenminister Markus Ulbig (CDU) betraute Bernd Merbitz mit der Leitung des OAZ. Die dauerhafte „Soko Rex“ der Kriminalpolizei wurde dem OAZ unterstellt. Für eine flächendeckende Präsenz im Freistaat Sachsen wurden fünf Ermittlungsabschnitte gebildet, die jeweils mit 13 Beamten ausgestattet sind. Diese sind
- Dresden
- Leipzig
- Chemnitz
- Görlitz
- Zwickau

In Dresden ist der Zentrale Ermittlungsabschnitt etabliert. Hier arbeiten Staatsanwälte und polizeiliche Ermittler eng zusammen. Ein Auswertungszentrum für die Internetrecherche wurde aufgebaut. Die Mobilen Einsatz- und Fahndungsgruppen (MEFG) mit szenekundigen Beamten werden vom OAZ geführt und entsprechend der Lage eingesetzt. Dem OAZ ist das Mobile Einsatzkommando Staatsschutz (MEK) unterstellt.

## Aufgaben
Die Aufgabenabgrenzung zum polizeilichen Staatsschutz der Polizeidirektionen ergibt sich aus § 6 (2) ff. der sächsischen Polizeiorganisationsverordnung (SächsPolOrgVO).
SächsPolOrgVO: Die Polizeidirektion Leipzig ist mit dem Operativen Abwehrzentrum (Zentrale Auswertung, Zentraler Ermittlungsabschnitt und Mobiles Einsatzkommando-Staatsschutz jeweils mit Dienstort Dresden und den Regionalen Ermittlungsabschnitten) darüber hinaus zuständig für die Sammlung und Auswertung von Informationen für die vorbeugende Bekämpfung von Straftaten und die Strafverfolgung im Bereich der PMK-rechts und PMK-links sowie für die vollzugspolizeilichen Aufgaben auf dem Gebiet der Strafverfolgung
1. in Fällen der Bildung terroristischer Vereinigungen (§§ 129a und 129b StGB) und der damit zusammenhängenden, in § 129a Abs. 1 und 2 StGB genannten Straftaten im Bereich PMK-rechts und PMK-links,
2. in Fällen des Friedensverrats, des Hochverrats, der Gefährdung des demokratischen Rechtsstaates, des Landesverrats und der Gefährdung der äußeren Sicherheit im Bereich PMK-rechts und PMK-links, mit Ausnahme der Fälle der §§ 86 und 86a StGB,
3. wenn dies im Einzelfall vom Staatsministerium des Innern angeordnet wird oder
4. wenn die Staatsanwaltschaft darum ersucht.

Die Polizeidirektion Leipzig kann die vollzugspolizeiliche Ermittlungstätigkeit bei Straftaten der PMK-rechts und PMK-links übernehmen, wenn
1. die Durchführung direktionsübergreifender Ermittlungen erforderlich ist und die einheitliche Verfolgung zweckmäßig erscheint,
2. sie im Zusammenhang mit ihrer Verfolgungszuständigkeit stehen oder
3. eine andere Polizeidirektion wegen des Umfangs, der Überörtlichkeit oder der hohen Öffentlichkeitswirksamkeit darum ersucht.

## Fälle
Das OAZ ermittelt immer wieder wegen Gewaltstraftaten, auch solchen, die in der sächsischen Provinz verübt werden und keine überregionale Bekanntheit erlangen. Beispiele der Fahndungsarbeit des OAZ sind die Anschläge auf mehrere Asylbewerberheime in Sachsen in den Jahren 2014 und 2015 sowie die Bedrohungen gegen Mandatsträger, beispielsweise im Zusammenhang des Brandanschlags von Tröglitz.
Im Jahr 2013 führte das OAZ Ermittlungen gegen das „Deutsche Polizei Hilfswerk“ durch, eine Bürgerwehr aus dem Reichsbürgerspektrum, die unter anderem im Raum Meißen einen Gerichtsvollzieher überfiel und fesselte.
Im Rahmen der Ermittlungen zu den Brandanschlägen auf die Deutsche Bahn am 19. Juni 2017 untersuchte das OAZ Bezüge zum G20-Gipfel in Hamburg.

## Ergebnisse und Kritik
Auf eine Anfrage der Partei Die Linke im Sächsischen Landtag hin veröffentlichte Landesregierung im März 2015 eine Bilanz des OAZ. Demnach wurden bis zu diesem Zeitpunkt insgesamt 279 Ermittlungsverfahren wegen rechtsextremistischer Gewalt- und Straftaten eingeleitet, es gab 631 Beschuldigte. Die Aufklärungsquote lag bei 73,1 Prozent. Gegen Linksextremisten wurde in 39 Fällen und gegen 18 Beschuldigte ermittelt, hier lag die Quote gelöster Vorgänge bei 33,3 Prozent. Insgesamt gab es von 2013 bis Anfang 2015 knapp 600 Ermittlungsverfahren mit mehr als 850 Beschuldigten und einer durchschnittlichen Aufklärungsquote von rund 70 Prozent.
Kritik übte Kerstin Köditz, Sicherheitsexpertin der Linken in Sachsen, die darauf hinwies, dass die Aufklärungsquote noch höher sein könne, wenn man sich noch mehr auf den Rechtsextremismus konzentrierte. Schließlich könnten unter den mehr als 25 Prozent nicht aufgeklärten Fällen auch die zehn Morde der Terrorzelle NSU sein.
Kritik wird auch daran geübt, dass die sächsische Landesregierung (CDU/FDP) aus Imagegründen stark betont, dass das OAZ gegen alle extremistischen Umtriebe ermittle, obwohl der weitaus überwiegende Teil rechtsextremistische Straftaten sind: „Spätestens seit den NSU-Morden ist bekannt, dass Sachsen ein Problem mit rechter Gewalt hat und auch hat die besagte Sondertruppe bisher gegen 631 Beschuldigte aus dem rechtsextremistischen Milieu ermittelt, was vergleichsweise viel ist gegenüber 18 Ermittlungen gegen Linksextremisten. Und dennoch: im Dresdener Innenministerium werden beide Lager gebetsmühlenartig gleichgesetzt.“ schrieb die Stuttgarter Zeitung im August 2015.